# Dark Side of the Moon (концертный тур)
Концертный тур Dark Side of the Moon — гастрольное турне британской рок-группы Pink Floyd в 1972—1973 годах, проводившееся в поддержку их восьмого студийного альбома The Dark Side of the Moon. Турне состояло из двух частей — первая часть проходила в 1972 году до записи и издания альбома, вторая часть состоялась в 1973 году во время и после выпуска альбома.
Концертный тур в 1972 году проходил: с января по февраль — в Великобритании, в марте — в Японии и в Великобритании (два концерта в Манчестере), в апреле и начале мая — в Северной Америке, во второй половине мая — в Нидерландах, Западной Германии и Великобритании (в Брайтоне), в сентябре — в Северной Америке, с октября по декабрь — в странах Европы. В 1973 году концерты проходили: в январе — во Франции, в марте — в Северной Америке, в мае — в Великобритании (два концерта в Лондоне), в июне — в Северной Америке, в октябре и ноябре — в Западной Германии, Австрии и Великобритании. На концертах 1972 года сюиту The Dark Side of the Moon исполняли как правило в первом отделении, начиная с североамериканских гастролей в марте 1973 года сюита стала частью второго отделения концертного представления.

## История тура

### Гастроли 1972 года
В начале 1972 года музыканты группы Pink Floyd в ходе нескольких недель репетиций наметили контуры нового альбома. Его рабочим названием было The Dark Side of the Moon. До того как записать и официально издать этот альбом композиции из него решили предварительно сыграть на концертах. Предполагалось, что в ходе выступлений готовящийся к выпуску новый материал можно будет развить и доработать. Сочинение композиций и одновременно подготовка к выступлениям проходили с 3 по 15 января на репетициях в районе Бермондси (Южный Лондон), на складе, арендованном у группы The Rolling Stones, с 17 по 19 января — на репетициях в концертном зале лондонского Rainbow Theatre. Турне под названием The Dark Side of the Moon группа Pink Floyd начала 20 января. Первые концерты турне прошли по городам Великобритании. В ходе выступлений новый альбом стали исполнять полностью как одно целое произведение.
Первоначальным рабочим названием альбома и названием гастрольного турне было The Dark Side of the Moon, но позднее, когда музыканты Pink Floyd обнаружили, что альбом с таким же названием выпустила группа Medicine Head, они изменили наименование своего альбома на Eclipse («Затмение») — по названию финальной песни сюиты «Eclipse». Также стало называться и концертное турне. Спустя некоторое время, после того, как выход диска Medicine Head коммерчески «провалился», группа вернулась к изначальному варианту названия. В ходе первой части гастрольного турне Pink Floyd с января по март 1972 года названием тура было The Dark Side of the Moon — A Piece of Assorted Lunatics. В дальнейшем с апреля концертный тур, проходивший тогда по городам Северной Америки, получил название Eclipse — A Piece for Assorted Lunatics. Только лишь в сентябре того же года рабочим названием нового альбома и названием гастролей вновь стало The Dark Side of the Moon.
По данным исследователя творчества Pink Floyd Гленна Пови, премьера сюиты The Dark Side of the Moon состоялась в январе 1972 года на выступлении группы в концертном зале Брайтон-Доум в Брайтоне.
По воспоминаниям Ника Мейсона, ударника Pink Floyd, впервые концертная программа The Dark Side of the Moon — A Piece of Assorted Lunatics была исполнена в зале Rainbow Theatre в середине февраля 1972 года. По другим данным, в Rainbow Theatre состоялось первое представление нового альбома для прессы.
Первое представление сюиты The Dark Side Of The Moon, состоявшееся 20 января в зале Брайтон-Доум, было прервано из-за технических проблем на середине во время исполнения песни «Money». После перерыва группа продолжила выступление, но играть оставшуюся часть сюиты не стала. Были сразу сыграны композиции, запланированные на второе отделение: «Atom Heart Mother», «Careful With That Axe, Eugene», «One of These Days» и «Echoes», на бис была сыграна композиция «A Saucerful of Secrets». Полностью же сюита The Dark Side Of The Moon была исполнена на следующий день, 21 января в Портсмуте в зале Guildhall.

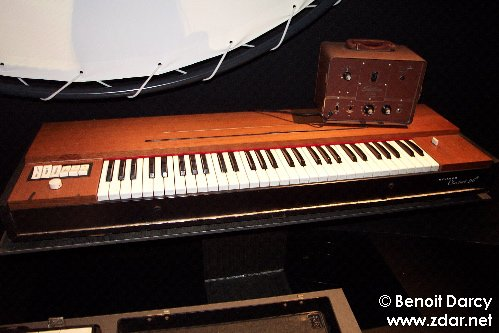
Клавинет фирмы Hohner, на котором играл Ричард Райт во время турне Dark Side of the Moon

На первых концертах было представлено большинство композиций, которые появились годом позже на диске The Dark Side Of The Moon. Почти все из них изначально имели иное звучание или структуру. Композиция «On the Run» исполнялась под названием «The Travel Sequence» и представляла собой гитарную импровизацию с органными пассажами. В таком виде она сохранялась в течение всего 1972 года до тех пор, пока гитарную основу звучания трека не сменили на электронную. Песня «Time» звучала гораздо медленнее, чем в альбоме, Дэвид Гилмор и Ричард Райт пели одновременно низкими и напряжёнными голосами. «The Great Gig in the Sky» исполнялась под названиями «Religion» или «The Mortality Sequence», она представляла собой органную музыку, на фоне которой звучали фрагменты записи библейских чтений и речь журналиста и борца за моральные устои Малкольма Маггериджа. «Money» начиналась с длительного басового вступления, вместо соло на саксофоне исполнялось соло на электропианино. В песне «Us and Them» вместо соло на саксофоне исполнялось соло на органе. Песни «Brain Damage» и «Eclipse» представляли собой инструментальные фрагменты. Также в композициях и в переходах между ними отсутствовали отрывки речи разных людей, касающиеся вопросов насилия, смерти, сумасшествия, морали и прочего, которые появились в альбоме только в 1973 году.
В ходе гастрольного турне новый материал активно дорабатывался и дополнялся. Так, текст для финальных песен сюиты («Brain Damage»/«Eclipse») Роджер Уотерс, басист группы, написал и добавил только лишь перед концертом в Лестере 10 февраля. Первоначальный вариант «Eclipse» отличался меньшей динамикой, чем тот, что был записан в альбоме. Постепенно на концертах, по словам Ника Мейсона, когда «требовалось заканчивать эту вещь на все более величественной ноте, — она приобрела достаточную мощь для того, чтобы составить подходящий финал». Композиции альбома развивались и менялись от концерта к концерту. Ник Мейсон вспоминал, что «если кто-нибудь посетил бы четыре концерта [в Rainbow Theatre], каждый раз все звучало бы по-другому».
По мнению Ника Мейсона, одним из самых ярких ранних исполнений The Dark Side of the Moon были выступления в зале Rainbow Theatre в середине февраля 1972 года. Концертами, вошедшими в историю Pink Floyd, назвал выступления в Rainbow Theatre и американский журналист и автор книг о музыке Николас Шэффнер. Эти выступления анонсировала газета Melody Maker. Всего было дано четыре концерта, каждый из которых прошёл с аншлагом. К этому моменту концертные постановки Pink Floyd ещё более усложнились: концертное оборудование группы весило порядка 9 тонн и размещалось в трёх грузовиках. Оно включало семь концертных колонок, новую систему усиления и 28-канальный микшерный пульт с четырьмя квадрофоническими выводами. Дерек Джюэлл, журналист The Sunday Times, описывал атмосферу этого концерта следующим образом:

Это было похоже на ад. Бал правят три серебряные световышки, освещающие сцену приводящими в ужас вспышками красного, зелёного и синего света. Дымка от ослепляющих взрывающихся ракет медленно расползается во все стороны. Яркий белый свет высвечивает музыкантов до малейших деталей…В эпицентре этого разностороннего представления они воплощают жутковатое чувство подавленности, так свойственное нашему времени… Выражаясь их собственным языком, Флойд с успехом выполнили поставленную перед собой задачу. Они — превосходные драматурги.

Концерт в Брайтон-Доум, прошедший 29 июня, был снят режиссёром Питером Клифтоном для фильма Sounds of the City. Фрагменты этого фильма были показаны по телевидению в передаче под названием «Careful with That Axe, Eugene» и изданы на видео Superstars in Concert.
В перерывах между концертами в течение 1972 года музыканты Pink Floyd записывались в студиях. Во французской студии Шато д’Эрувиль записывали звуковую дорожку к фильму «Долина» — Obscured by Clouds (в феврале, марте и апреле). В лондонской студии Эбби-Роуд записывали альбом The Dark Side Of The Moon (в конце мая и в июне). Кроме того, группа принимала участие в балетных постановках с Роланом Пети — Roland Petit Ballet (в ноябре).

### Гастроли 1973 года

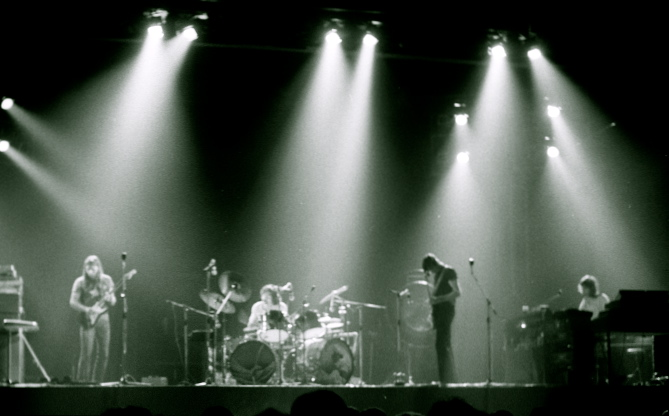
Один из концертов гастрольного тура Dark Side of the Moon — 18 мая 1973 года в Эрлс Корт (Лондон)

В начале 1973 года музыканты Pink Floyd продолжили запись альбома The Dark Side of the Moon, а также дали несколько концертов для балетных постановок Roland Petit Ballet во Франции (на этих постановок исполнялись композиции «One of These Days», «Careful with That Axe, Eugene», «Obscured by Clouds», «When You're In» и «Echoes»). В самом начале гастрольного тура группы по Северной Америке состоялся выпуск альбома The Dark Side of the Moon. В США он был выпущен 10 марта, в Великобритании — 23 марта.
Одним из самых значимых выступлений Pink Floyd во время первого в 1973 году тура по США стал, по мнению Николаса Шэффнера, концерт в зале Радио-сити-мьюзик-холл в Нью-Йорке. По его словам, этот концерт, состоявшийся 17 марта, посетило большое число знаменитостей, какого не было ни до, ни во время пика популярности Pink Floyd: «Там были все — от выживших совpеменников Лета любви до нового поколения pок-музыкантов, исповедовавших глиттер-рок, и самого Энди Уоpхолла»:

Когда в половине втоpого огни стали гаснуть, а из вентялиционных люков показались клубы pозового дыма, все они поднялись со своих мест, а четверо стоявших на подвижной платформе флойдовцев под первые аккорды «Obscured by Clouds» медленно «всплыли» на сцене. Тpи световых вышки с отpажателем, который был установлен на центpальной конструкции, залили гpуппу всеми оттенками кpасного цвета, пока платфоpма не остановилась на нужной высоте, и не начала вместе с музыкантами скользить впеpед, навстречу востоpженной публике.

В первом отделении играли такие концертные номера, как «Obscured by Clouds»/«When You’re In», «Careful with That Axe, Eugene», «Echoes» и «Set the Controls for the Heart of the Sun» (исполнение последнего номера традиционно сопровождалось использованием гонга). Во втором отделении синхронно с восходом освещённой со всех сторон надувной луны начиналось исполнение сюиты The Dark Side of the Mon. Во время представления использовались различные сценические эффекты. В частности, в финале «On the Run» взлетал самолёт, пролетал над зрителями и врезался в сцену под взрывы оранжевого дыма, а во время исполнения песни «Time» на стену проецировалась «широкая панорама карманных, наручных, стенных и настольных часов».
Особенностью концертов 1973 года стало присутствие на сцене помимо четырёх членов группы дополнительного состава музыкантов — саксофониста Дика Перри (во время исполнения песен «Money» и «Us and Them») и бэк-вокалисток. Ранее на концертах к группе уже присоединялись сторонние музыканты — хор и духовой оркестр — во время исполнения композиции «Atom Heart Mother», но их музыка была «дополнением…группы, а не её составной частью». На концерте, устроенном в пользу Роберта Уайатта, выступила также Клэр Торри, исполнив вокализ в «The Great Gig In The Sky» (в следующий раз она присоединилась к группе только в 1990 году на фестивале в Небуорте).
Во время гастрольного тура по Северной Америке в марте 1973 года произошли изменения в световом представлении группы. Артур Макс, специалист по сценическому дизайну, внёс в шоу ряд новых элементов. В их числе были поднимавшиеся на гидравлике вышки с установленными на них прожекторами. Также среди новшеств было использование на концертах круглого экрана, ставшего одной из главных составляющих всех последующих выступлений Pink Floyd.
В перерыве между двумя американскими турами 18 и 19 мая группа Pink Floyd дала концерты в Лондоне на Эрлс Корт. Во время концерта число спецэффектов увеличилось ещё больше, в их число входило использование сигнальных ракет, горящего гонга, облаков дыма от сухого льда, дымовых шашек и т. д. Как и на концертах в марте в Северной Америке, над зрителями в Эрлс Корт пролетал и взрывался на сцене пятнадцатифутовый самолёт (во время исполнения «On the Run»). Ряд композиций сопровождался видеорядом, во время исполнения «Time», например, была использована анимация Яна Имса.
Изменившийся статус Pink Floyd, чей альбом оказался на вершинах чартов Великобритании и США, заметно отразился на её концертных выступлениях. Группа стала играть на крупных аренах и на стадионах. Концерты в Северной Америке, состоявшиеся в июне, проходили на больших концертных площадках не только в Нью-Йорке или в Лос-Анджелесе, но и в городах центральной части США, где группа смогла продавать по 10-15 тысяч билетов на каждый концерт.
Дэвид Гилмор вспоминал об этих концертах с «невероятным раздражением»:

Мы привыкли к благоговейным поклонникам, пpиходившим на концеpты, когда было слышно как муха пpолетит. Мы пытались замеpеть, особенно в начале «Echoes» или дpугих вещей, где для пеpедачи звонких нот требуется полная тишина, чтобы создать нужную атмосфеpу, а они начинали оpать: «Money»!" А Роджеpу эта песня не нpавилась…

4 ноября 1973 года группа Pink Floyd выступила на двух концертах в лондонском Rainbow Theatre, проведённых в пользу Роберта Уайатта, бывшего барабанщика группы Soft Machine, вместе с которой музыканты Pink Floyd играли в клубе UFO и на других концертных площадках психоделического периода. Концерты собрали для Роберта Уайатта, оказавшегося вследствие падения наполовину парализованным, £10,000.

## Участники концертов
Pink Floyd:
- Роджер Уотерс — вокал, бас-гитара;
- Дэвид Гилмор — вокал, гитара;
- Рик Райт — вокал, клавишные;
- Ник Мэйсон — ударные.

Приглашённые участники:
- Дик Перри — саксофон (в песнях «Us and Them» и «Money», присоединился во второй части турне с 18 мая 1973 года);
- Black Grass (Наваса Краудер, Мэри Энн Линдси, Филлис Линдси) — бэк-вокал (на концертах в марте и мае 1973 года);
- Blackberries (Билли Барнем, Венетта Филдз[англ.], Клайди Кинг[англ.]) — бэк-вокал (на концертах в октябре 1973 года);
- Викки Браун[англ.], Лайза Страйк и Клэр Торри — бэк-вокал (на двух концертах «A Benefit For Robert Wyatt» 4 ноября 1973 года).

## Список композиций
Типичные списки композиций на гастролях 1972 и 1973 годов.

### Гастроли 1972 года
Первое отделениe:
- «Speak to Me»
- «Breathe»
- «On the Run»
- «Time»
- «The Great Gig in the Sky»
- «Money»
- «Us and Them»
- «Any Colour You Like»
- «Brain Damage»
- «Eclipse»

Второе отделение:
- «One of These Days»
- «Careful with That Axe, Eugene»
- «Echoes»
- «Set the Controls for the Heart of the Sun»
- «A Saucerful of Secrets» (периодически, до 22 сентября 1972)[29]
- «Blues» (периодически)
- «Atom Heart Mother» (на нескольких концертах, до 22 мая 1972)[30]
- «Childhood’s End» (периодически, с 1 декабря 1972)

### Концерты Roland Petit Ballet
- «One of These Days»
- «Careful with That Axe, Eugene»
- «Obscured by Clouds»
- «When You're In»
- «Echoes»

### Гастроли 1973 года
Первое отделениe:
- «Obscured By Clouds»
- «When You're In»
- «Set the Controls for the Heart of the Sun» (заменила «Childhood’s End» до 10 марта 1973)[31]
- «Careful with That Axe, Eugene»
- «Echoes» (использовалась на открытии концертов в первые десять дней марта)

Второе отделение:
- «Speak to Me»
- «Breathe»
- «On the Run»
- «Time»
- «The Great Gig in the Sky»
- «Money»
- «Us and Them»
- «Any Colour You Like»
- «Brain Damage»
- «Eclipse»

На бис:
- «Seamus» (вероятно, только 23 марта 1973)
- «One of These Days»

## Список концертов
| Дата                       | Город             | Страна            | Место |
| Европа                     | Европа            | Европа            | Европа |
| -------------------------- | ----------------- | ----------------- | --- |
| 17 января 1972             | Лондон            | Великобритания    | Rainbow Theatre, Finsbury Park — репетиции                                                                                   |
| 18 января 1972             | Лондон            | Великобритания    | Rainbow Theatre, Finsbury Park — репетиции                                                                                   |
| 19 января 1972             | Лондон            | Великобритания    | Rainbow Theatre, Finsbury Park — репетиции                                                                                   |
| 20 января 1972             | Брайтон           | Великобритания    | Брайтон-Доум (первое концертное исполнение The Dark Side of the Moon, прерванное на песне «Money» из-за технических проблем) |
| 21 января 1972             | Портсмут          | Великобритания    | Portsmouth Guildhall (первое полное концертное исполнение The Dark Side of the Moon)                                         |
| 22 января 1972             | Борнмут           | Великобритания    | Bournemouth Winter Gardens                                                                                                   |
| 23 января 1972             | Саутгемптон       | Великобритания    | Southampton Guildhall |
| 27 января 1972             | Ньюкасл-апон-Тайн | Великобритания    | Newcastle City Hall |
| 28 января 1972             | Лидс              | Великобритания    | Leeds City Varieties |
| 3 февраля 1972             | Ковентри          | Великобритания    | Lanchester Polytechnic College Arts Festival — Locarno Ballroom                                                              |
| 5 февраля 1972             | Бристоль          | Великобритания    | Colston Hall |
| 10 февраля 1972            | Лестер            | Великобритания    | De Montfort Hall |
| 12 февраля 1972            | Шеффилд           | Великобритания    | Sheffield City Hall |
| 13 февраля 1972            | Ливерпуль         | Великобритания    | Liverpool Empire Theatre |
| 17 февраля 1972            | Лондон            | Великобритания    | Rainbow Theatre |
| 18 февраля 1972            | Лондон            | Великобритания    | Rainbow Theatre |
| 19 февраля 1972            | Лондон            | Великобритания    | Rainbow Theatre |
| 20 февраля 1972            | Лондон            | Великобритания    | Rainbow Theatre |
| Азия                       |                   |                   | |
| 6 марта 1972               | Токио             | Япония            | Taiikukan |
| 7 марта 1972               | Токио             | Япония            | Taiikukan |
| 8 марта 1972               | Осака             | Япония            | Festival Hall |
| 9 марта 1972               | Осака             | Япония            | Festival Hall |
| 10 марта 1972              | Киото             | Япония            | Dai-Sho-Gun Furitsu Taiikukan                                                                                                |
| 13 марта 1972              | Саппоро           | Япония            | Nakajima Sports Center |
| Европа                     |                   |                   | |
| 29 марта 1972              | Манчестер         | Великобритания    | Free Trade Hall |
| 30 марта 1972              | Манчестер         | Великобритания    | Free Trade Hall |
| Северная Америка           |                   |                   | |
| 14 апреля 1972             | Тампа             | США               | Fort Homer W. Hesterly Armory                                                                                                |
| 15 апреля 1972             | Пемброк-Пайнс     | США               | Hollywood Sportatorium |
| 16 апреля 1972             | Колумбия          | США               | Township Auditorium |
| 18 апреля 1972             | Атланта           | США               | Atlanta Symphony Hall |
| 20 апреля 1972             | Питтсбург         | США               | Syria Mosque |
| 21 апреля 1972             | Балтимор          | США               | Lyric Opera House |
| 22 апреля 1972             | Акрон             | США               | Akron Civic Theatre |
| 23 апреля 1972             | Цинцинати         | США               | Music Hall |
| 24 апреля 1972             | Толедо            | США               | Toledo Sports Arena |
| 25 апреля 1972             | Кливленд          | США               | Allen Theatre |
| 26 апреля 1972             | Детройт           | США               | Ford Auditorium |
| 28 апреля 1972             | Чикаго            | США               | Auditorium Theatre |
| 29 апреля 1972             | Филадельфия       | США               | Spectrum |
| 1 мая 1972                 | Нью-Йорк          | США               | Carnegie Hall |
| 2 мая 1972                 | Нью-Йорк          | США               | Carnegie Hall |
| 3 мая 1972                 | Вашингтон         | США               | John F. Kennedy Center for the Performing Arts                                                                               |
| 4 мая 1972                 | Бостон            | США               | Music Hall |
| Европа                     |                   | США               | |
| 18 мая 1972                | Берлин            | Западная Германия | Deutschlandhalle |
| 21 мая 1972                | Гермерсхайм       | Западная Германия | Второй фестиваль British Rock Meeting                                                                                        |
| 22 мая 1972                | Амстердам         | Нидерланды        | Olympic Stadium |
| 28 мая 1972                | Брайтон           | Великобритания    | Брайтон-Доум |
| 29 мая 1972                | Брайтон           | Великобритания    | Брайтон-Доум |
| Северная Америка           |                   |                   | |
| 8 сентября 1972            | Остин             | США               | Austin Municipal Auditorium                                                                                                  |
| 9 сентября 1972            | Хьюстон           | США               | Houston Music Hall |
| 10 сентября 1972           | Даллас            | США               | McFarlin Memorial Auditorium                                                                                                 |
| 11 сентября 1972           | Канзас-Сити       | США               | Memorial Hall |
| 12 сентября 1972           | Оклахома-Сити     | США               | Civic Center Music Hall |
| 13 сентября 1972           | Уичита            | США               | Levitt Arena |
| 15 сентября 1972           | Тусон             | США               | Tucson Community Center |
| 16 сентября 1972           | Сан-Диего         | США               | San Diego Convention Center                                                                                                  |
| 17 сентября 1972           | Темпе             | США               | Big Surf |
| 19 сентября 1972           | Денвер            | США               | University of Denver Arena                                                                                                   |
| 22 сентября 1972           | Лос-Анджелес      | США               | Hollywood Bowl |
| 23 сентября 1972           | Сан-Франциско     | США               | Winterland Ballroom |
| 24 сентября 1972           | Сан-Франциско     | США               | Winterland Ballroom |
| 27 сентября 1972           | Ванкувер          | Канада            | Vancouver Gardens |
| 28 сентября 1972           | Портленд          | США               | Memorial Coliseum |
| 29 сентября 1972           | Сиэтл             | США               | Hec Edmundson Pavilion |
| 30 сентября 1972           | Ванкувер          | Канада            | Vancouver Gardens |
| Европа                     |                   |                   | |
| 21 октября 1972            | Лондон            | Великобритания    | Empire Pool |
| 10 ноября 1972             | Копенгаген        | Дания             | K.B. Hallen |
| 11 ноября 1972             | Копенгаген        | Дания             | K.B. Hallen |
| 12 ноября 1972             | Гамбург           | Западная Германия | Ernst-Merck-Halle |
| 14 ноября 1972             | Дюссельдорф       | Западная Германия | Philips Halle |
| 15 ноября 1972             | Бёблинген         | Западная Германия | Sporthalle |
| 16 ноября 1972             | Франкфурт         | Западная Германия | Festhalle Frankfurt |
| 17 ноября 1972             | Франкфурт         | Западная Германия | Festhalle Frankfurt |
| 22 ноября 1972             | Марсель           | Франция           | Salle Valliers, Roland Petit Ballet                                                                                          |
| 23 ноября 1972             | Марсель           | Франция           | Salle Valliers, Roland Petit Ballet                                                                                          |
| 24 ноября 1972             | Марсель           | Франция           | Salle Valliers, Roland Petit Ballet                                                                                          |
| 25 ноября 1972             | Марсель           | Франция           | Salle Valliers, Roland Petit Ballet                                                                                          |
| 26 ноября 1972             | Марсель           | Франция           | Salle Valliers, Roland Petit Ballet                                                                                          |
| 28 ноября 1972             | Тулуза            | Франция           | Palais des Sports |
| 29 ноября 1972             | Пуатье            | Франция           | Parc des Expositions Les Arènes                                                                                              |
| 1 декабря 1972             | Сент-Уан          | Франция           | Centre sportif de l'Île de Vannes                                                                                            |
| 2 декабря 1972             | Сент-Уан          | Франция           | Centre sportif de l'Île de Vannes                                                                                            |
| 3 декабря 1972             | Кан               | Франция           | Palais des Expositions |
| 5 декабря 1972             | Брюссель          | Бельгия           | Forest National |
| 7 декабря 1972             | Лилль             | Франция           | Palais des Sports |
| 9 декабря 1972             | Цюрих             | Швейцария         | Hallenstadion |
| 10 декабря 1972            | Лион              | Франция           | Palais des Sports de Gerland                                                                                                 |
| 13 января 1973             | Париж             | Франция           | Palais des Sports, Roland Petit Ballet                                                                                       |
| 14 января 1973             | Париж             | Франция           | Palais des Sports, Roland Petit Ballet                                                                                       |
| 3 января 1973              | Париж             | Франция           | Palais des Sports, Roland Petit Ballet                                                                                       |
| 4 января 1973              | Париж             | Франция           | Palais des Sports, Roland Petit Ballet                                                                                       |
| Северная Америка           |                   |                   | |
| 4 марта 1973               | Мадисон           | США               | Dane County Coliseum |
| 5 марта 1973               | Детройт           | США               | Cobo Hall |
| 6 марта 1973               | Сент-Луис         | США               | Kiel Auditorium |
| 7 марта 1973               | Чикаго            | США               | International Amphitheatre                                                                                                   |
| 8 марта 1973               | Цинцинати         | США               | Armory Fieldhouse |
| 10 марта 1973              | Кент              | США               | Memorial Gym |
| 11 марта 1973              | Торонто           | Канада            | Maple Leaf Gardens |
| 12 марта 1973              | Монреаль          | Канада            | Montreal Forum |
| 14 марта 1973              | Бостон            | США               | Music Hall |
| 15 марта 1973              | Филадельфия       | США               | Spectrum |
| 17 марта 1973              | Нью-Йорк          | США               | Радио-сити-мьюзик-холл |
| 18 марта 1973              | Уотербери         | США               | Palace Theater |
| 19 марта 1973              | Провиденс         | США               | Providence Civic Center |
| 21 марта 1973              | Шарпсбург         | США               | Antietam Battlefield |
| 22 марта 1973              | Хамптон           | США               | Hampton Coliseum |
| 23 марта 1973              | Шарлотт           | США               | Charlotte Park Center |
| 24 марта 1973              | Атланта           | США               | Municipal Auditorium |
| Европа                     |                   |                   | |
| 18 мая 1973                | Лондон            | Великобритания    | Эрлс-Корт |
| 19 мая 1973                | Лондон            | Великобритания    | Эрлс-Корт |
| Северная Америка           |                   |                   | |
| 17 июня 1973               | Саратога-Спрингс  | США               | Saratoga Performing Arts Center                                                                                              |
| 18 июня 1973               | Джерси-сити       | США               | Roosevelt Stadium |
| 19 июня 1973               | Питтсбург         | США               | Civic Arena |
| 20 июня 1973               | Колумбия          | США               | Merriweather Post Pavilion                                                                                                   |
| 21 июня 1973               | Колумбия          | США               | Merriweather Post Pavilion                                                                                                   |
| 22 июня 1973               | Буффало           | США               | Buffalo Memorial Auditorium                                                                                                  |
| 23 июня 1973               | Детройт           | США               | Olympia Stadium |
| 24 июня 1973               | Кайахога-Фоллс    | США               | Blossom Music Center |
| 25 июня 1973               | Луисвилл          | США               | Louisville Gardens |
| 26 июня 1973               | Джонсборо         | США               | Парк Lake Spivey |
| 27 июня 1973               | Джэксонвилл       | США               | Jacksonville Veterans Memorial Coliseum                                                                                      |
| 28 июня 1973               | Пемброк-Пайнс     | США               | Hollywood Sportatorium |
| 29 июня 1973               | Тампа             | США               | Tampa Stadium |
| Европа                     |                   |                   | |
| 12 октября 1973            | Мюнхен            | Западная Германия | Olympiahalle |
| 13 октября 1973            | Вена              | Австрия           | Wiener Stadthalle |
| 4 ноября 1973 (2 концерта) | Лондон            | Великобритания    | Rainbow Theatre |